# KNVB Beker 2012/13 (amateurs)
De KNVB Beker voor amateurs 2012/13 was de 33e editie in deze opzet van deze Nederlandse voetbalcompetitie die door de KNVB wordt georganiseerd.
Aan het toernooi namen de clubs in de landelijke zaterdag- en zondagcompetities, de Topklasse en Hoofdklasse, deel in hun eigen district. In de landelijke eindfase streden de zes district bekerwinnaars in twee kwartfinale wedstrijden (hierin waren twee clubs vrijgesteld), twee halve finale wedstrijden en de finale om de amateurbeker.
De winnaar van de amateurbeker neemt ook deel aan de Super Cup amateurs, waarin het de algemeen amateurkampioen ontmoet. De clubs die de halve finales in de districtbeker bereikten, plaatsten zich voor het KNVB Bekertoernooi van het seizoen 2013/14.
De titelverdediger was RKSV Leonidas dat in het seizoen 2011/12 in de finale met 2-0 van FC Chabab won. Dit seizoen werden ze uitgeschakeld in de tweede ronde van het district West II door HBS (2-3).

## Districtsbekers
Opzet
In elk district werd er begonnen in een poule van vier clubs. De winnaar en de nummer twee gingen door naar de knock-outfase. Daarna werden in sommige districten tussenrondes gespeeld om het aantal clubs terug te brengen naar een macht van twee, om knock-outrondes te kunnen spelen (bijvoorbeeld 64 of 128). In andere districten werden enkele clubs vrijgeloot en gingen zo automatisch door naar de derde ronde.
Vanwege het grote aantal clubs in het westen en zuiden van Nederland, zijn er in beide regio's twee districten. Daardoor zijn er zes districten: Noord, Oost, West I, West II, Zuid I en Zuid II.
| Datum                | Thuisclub        | Uitslag     | Uitclub              |
| Kwartfinale          | Kwartfinale      | Kwartfinale | Kwartfinale          |
| -------------------- | ---------------- | ----------- | -------------------- |
| 19 maart             | d'Olde Veste '54 | 3-3 ns      | Be Quick 1887 (zon.) |
| 19 maart             | Flevo Boys       | 1-3         | Harkemase Boys       |
| 19 maart             | SC Genemuiden    | 2-0         | ONS Sneek            |
| 19 maart             | Sneek Wit Zwart  | 1-1 ns      | Broekster Boys       |
| Halve finale         |                  |             |                      |
| 16 april             | Sneek Wit Zwart  | 1-1 ns      | Harkemase Boys       |
| 17 april             | Be Quick 1887    | 0-2         | SC Genemuiden        |
| Finale bij ONS Sneek |                  |             |                      |
| 18 mei               | SC Genemuiden    | 2-3         | Harkemase Boys       |

| Datum        | Thuisclub          | Uitslag      | Uitclub             |
| Kwartfinale  | Kwartfinale        | Kwartfinale  | Kwartfinale         |
| ------------ | ------------------ | ------------ | ------------------- |
| 09 april     | HSC '21            | 2-1          | OWIOS               |
| 16 april     | De Treffers (zon.) | 4-0          | FC Lienden (zon.)   |
| 16 april     | DVS '33            | 1-0          | Achilles '29 (zon.) |
| 16 april     | Rohda Raalte       | 2-1          | DFS                 |
| Halve finale |                    |              |                     |
| 01 mei       | DVS '33            | 2-2 ns (3-4) | HSC '21             |
| 01 mei       | Rohda Raalte       | 2-2 ns (5-6) | De Treffers         |
| Finale       |                    |              |                     |
| 18 mei       | De Treffers        | 2-0          | HSC '21             |

| Datum                    | Thuisclub                  | Uitslag      | Uitclub           |
| Kwartfinale              | Kwartfinale                | Kwartfinale  | Kwartfinale       |
| ------------------------ | -------------------------- | ------------ | ----------------- |
| 10 april                 | SV Argon (zon.)            | 2-1          | SVL               |
| 11 april                 | JOS Watergraafsmeer (zon.) | 0-1          | De Zouaven (zon.) |
| 16 april                 | HVV Hollandia (zon.)       | 4-1          | FC Breukelen      |
| 17 april                 | RKAV Volendam              | 1-4          | GVVV              |
| Halve finale             |                            |              |                   |
| 02 mei                   | SV Argon                   | 1-0          | HVV Hollandia     |
| 07 mei                   | GVVV                       | 1-1 ns (5-4) | De Zouaven        |
| Finale bij SV Spakenburg |                            |              |                   |
| 15 mei                   | SV Argon                   | 3-2          | GVVV              |

| Datum            | Thuisclub         | Uitslag     | Uitclub                |
| Kwartfinale      | Kwartfinale       | Kwartfinale | Kwartfinale            |
| ---------------- | ----------------- | ----------- | ---------------------- |
| 26 maart         | Capelle           | 5-1         | VOC                    |
| 26 maart         | VV Smitshoek      | 2-1         | RKVV Westlandia (zon.) |
| 26 maart         | Ter Leede         | 1-0         | SHO                    |
| 26 maart         | VV Zwaluwen       | 2-2 ns      | RVVH                   |
| Halve finale     |                   |             |                        |
| 27 april         | RVVH              | 0-2         | Capelle                |
| 27 april         | VV Smitshoek      | 1-5         | Ter Leede              |
| Finale bij RKAVV |                   |             |                        |
| 18 mei           | Ter Leede         | 0-1         | Capelle                |
|                  |                   |             |                        |
| Finale cat. 2    |                   |             |                        |
| 18 mei           | RCSV Zestienhoven | 3-3 ns      | BMR                    |

| Datum                    | Thuisclub    | Uitslag      | Uitclub               |
| Kwartfinale              | Kwartfinale  | Kwartfinale  | Kwartfinale           |
| ------------------------ | ------------ | ------------ | --------------------- |
| 01 april                 | HSV Hoek     | 4-1          | VV Baronie            |
| 09 april                 | Theole       | 1-2          | TEC VV (zon.)         |
| 16 april                 | OJC Rosmalen | 4-1          | WSC (zon.)            |
| 01 mei                   | ASWH         | 3-1          | RKSV Halsteren (zon.) |
| Halve finale             |              |              |                       |
| 07 mei                   | ASWH         | 0-0 ns (2-3) | HSV Hoek              |
| 07 mei                   | OJC Rosmalen | 1-0          | TEC VV                |
| Finale bij Kozakken Boys |              |              |                       |
| 18 mei                   | HSV Hoek     | 2-0          | OJC Rosmalen          |

| Datum                | Thuisclub      | Uitslag      | Uitclub        |
| Kwartfinale          | Kwartfinale    | Kwartfinale  | Kwartfinale    |
| -------------------- | -------------- | ------------ | -------------- |
| 04 april             | UDI '19-2      | 0-3          | SV Deurne      |
| 11 april             | SV Venray      | 0-0 ns       | RKSV Volkel    |
| 11 april             | Wilhelmina '08 | 3-0          | VV Sittard     |
| 11 april             | BSV Limburgia  | 1-2          | EHC            |
| Halve finale         |                |              |                |
| 25 april             | SV Deurne      | 3-2          | EHC            |
| 25 april             | RKSV Volkel    | 1-1 ns (5-4) | Wilhelmina '08 |
| Finale bij VV Gemert |                |              |                |
| 20 mei               | SV Deurne      | 2-1 nv       | RKSV Volkel    |

## Landelijke beker

### Kwartfinale
Van de zes districtswinnaars werden twee clubs vrijgeloot, vier clubs streden om twee plaatsen in de halve finale die op eigen terrein werd gespeeld.

### Halve finale
De in de kwartfinale vrijgelote clubs speelden in de halve finale automatisch een uitwedstrijd.

## Deelnemers per ronde
| Amateurniveau      | KF | HF | F  | W |   | LHF | LF | LW |
| ------------------ | -- | -- | -- | - | - | --- | -- | -- |
| Topklasse          | 9  | 7  | 4  | 2 | 2 | 1   |    |    |
| Hoofdklasse        | 21 | 14 | 7  | 4 | 2 | 1   | 1  |    |
| Eerste klasse      | 8  |    |    |   |   |     |    |    |
| Tweede klasse      | 8  | 2  |    |   |   |     |    |    |
| Derde klasse       | 0  |    |    |   |   |     |    |    |
| Vierde klasse      | 1  | 1  | 1  |   |   |     |    |    |
| Reservehoofdklasse | 1  |    |    |   |   |     |    |    |
| Totaal             | 48 | 24 | 12 | 6 | 4 | 2   | 1  |    |

1980/81 · 1981/82 · 1982/83 · 1983/84 · 1984/85 · 1985/86 · 1986/87 · 1987/88 · 1988/89 · 1989/90 · 1990/91 · 1991/92 · 1992/93 · 1993/94 · 1994/95 · 1995/96 · 1996/97 · 1997/98 · 1998/99 · 1999/00 · 2000/01 · 2001/02 · 2002/03 · 2003/04 · 2004/05 · 2005/06 · 2006/07 · 2007/08 · 2008/09 · 2009/10 · 2010/11 · 2011/12 · 2012/13 · 2013/14 · 2014/15 · 2015/16 · 2016/17 · 2017/18 · 2018/19 · 2019/20 · 2020/21 · 2021/22 · 2022/23 · 2023/24 · 2024/25 · 2025/26